# UFC 117
UFC 117: Silva vs. Sonnen est un évènement d'arts martiaux mixtes organisé par l'Ultimate Fighting Championship, s'étant tenu le 7 août 2010. Il s'est déroulé à la Oracle Arena d'Oakland, en Californie.

## Historique
Le combat opposant Matt Mitrione à Joey Beltran a été reporté à l'UFC 119 pour aménager la carte.
Stanislas Nedkov n'a pas pu faire ses débuts face à Rodney Wallace il fut remplacé par Phil Davis.
Thiago Silva du renoncer à son combat contre Tim Boetsch à cause d'une blessure, il fut remplacé par Todd Brown.
Le combat opposant Jon Fitch et Thiago Alves eu un changement, à la suite du surpoids d'Alves, le combat changea de catégorie pour passer à Catchweight et non Welter.

## Résultats[6]

### Programme principal
- UFC Middleweight Championship :  Anderson Silva (c) vs.  Chael Sonnen

Silva défait Sonnen par soumission à 3:10 du round 5 et conserve son titre
- Catchweight :   Jon Fitch vs.  Thiago Alves

Fitch bat Alves par decision (30-27, 30-27, 30-27).
- Welterweight :  Matt Hughes vs.  Ricardo Almeida

Hughes défait Almeida par soumission à 3:15 du round 1
- Lightweight :  Clay Guida vs.  Rafael dos Anjos

Guida défait dos Anjos par soumission à 1:51 du round 3
- Heavyweight :  Junior dos Santos vs.  Roy Nelson

Dos Santos bat Nelson par décision (30–26, 30–27, 30–27).

### Programme préliminaire
- Welterweight :  Ben Saunders vs.  Dennis Hallman

Hallman bat Saunders par decision (29-28, 30-27, 29-28).
- Heavyweight :  Stefan Struve vs.  Christian Morecraft

Struve défait Morecraft par KO (punches) à 0:22 du round 2
- Light Heavyweight :  Tim Boetsch vs.  Todd Brown

Boetsch bat Brown par  décision (29–28, 29–28, 29–28).
- Welterweight :  Johny Hendricks vs.  Charlie Brenneman

Hendricks défait Brenneman par TKO (punches) à 0:40 du round 2
- Light Heavyweight :  Phil Davis vs.  Rodney Wallace

Davis bat Wallace par  decision (30–26, 30–27, 30–27).
- Welterweight :  Dustin Hazelett vs.  Rick Story

Story défait Hazelett par KO (punches) à 1:15 du round 2

## Bonus de la soirée
Les combattants mentionnés ont reçu 60 000 $ de bonus.
- Combat de la soirée : Anderson Silva vs. Chael Sonnen
- KO de la soirée : Stefan Struve
- Soumission de la soirée : Matt Hughes, Anderson Silva